# مختار الرحبي
مختار عبد الواسع الرحبي (18 فبراير 1985-) هو سياسي وإعلامي يمني، من مواليد محافظة إب اليمنية. حاصل على درجة البكالوريوس من جامعة العلوم والتكنولوجيا تخصص صحافة، وتخرج عام 2010م، غادر اليمن إلى تركيا بسبب تهديدات تعرض لها وأحكام صدرت بحقه بعد فترة من سيطرة الحوثيين على صنعاء.

## مسيرته
التحق الرحبي بالعديد من المؤسسات الإعلامية أثناء دراسته الجامعية. حيث عمل خلال عامي 2005-2007م، ككاتب مع مؤسسة الشموع (أخبار اليوم). وبين عامي 2007-2011م، انضم إلى فريق المصدر أونلاين كمراسل للموقع في محافظة إب، وخلال الفترة نفسها، عمل مع أكثر من مؤسسة إعلامية: إيلاف، الناس، الديار، الأهالي، مأرب برس، كما نشط مع صحيفة الحياة اليمنية بصفة: سكرتير تحرير، وفي مارس عام 2010، أسس رابطة صحفيي إب، واختير رئيسًا لها. وفي العام نفسه أسس ما يعرف باسم "لجنة الدفاع عن المعتقلين اليمنيين في السعودية" وشغل منصب الناطق الإعلامي.
مع أواخر عام 2011، اتجه الرحبي للصحافة المرئية، فعمل مراسلًا لقناة السعيدة الفضائية، وأعد سلسلة تقارير في أكثر من محافظة يمنية. وفي عام 2016، أسس الرحبي في الرياض، رابطة الصحفيين اليمنيين الموالين لشرعية عبد ربه منصور هادي، وشغل منصب الأمين العام للرابطة.

### مشاركته في ثورة فبراير وانتقاله للعمل السياسي
عُرف مختار الرحبي كأحد الناشطين الشباب في مرحلة ثورة الشباب اليمنية وأحد الوجوه الإعلامية في محافظة إب، فظهر كمتحدث على أكثر من قناة محلية وعربية. وتعرض خلال الفترة إلى المطاردات والكثير من التهديدات، وكان ضمن وفد شكلته اللجنة التنظيمية للثورة من القيادات الشبابية، لزيارة دماج، والتحقيق في ما أثير عن الحصار الذي فرضه الحوثيون على الجماعة السلفية في تلك المنطقة.
وعقب تقاسم السلطة في اليمن بعد ثورة فبراير، وأثناء صعود عبد ربه منصور هادي إلى رئاسة الجمهورية اليمنية، وفي سياق إشراك الشباب في المناصب القيادية، عُيّن مختار الرحبي عام 2012م، سكرتيرًا صحفيًا لمدير مكتب رئاسة الجمهورية: نصر طه مصطفى، كما بقي في منصبه خلال فترة أحمد عوض بن مبارك ثم محمد مارم إلى أن قدم استقالته عام 2016م.
في 2015، كان الرحبي أحد أعضاء مؤتمر الرياض الأول لدعم الشرعية. وفي العام نفسه، شارك بصفته عضوًا في الوفد المساند لفريق التفاوض التابع للحكومة الشرعية، في المفاوضات التي جرت مع الحوثيين في جنيف السويسرية، ثم شارك، بالصفة نفسها في مشاورات الكويت 1 و 2 عام 2016.
في 2017م، عُيّن مختار الرحبي مستشارًا لوزير الإعلام اليمني بدرجة وكيل وزارة، إلى أن أعلن تضامنه مع المقاومة الفلسطينية خلال الحرب على غزة وهو ما دفع جهات حكومية إلى نفي صفته السياسية عنه وهو ما يتنافى مع ما نشرته نفس الجهة في وقت سابق، ثم أسس قناة المهرية الفضائية عام 2020 وترأس مجلس إدارتها حتى الوقت الحالي.

## موقفه من الحرب على غزة
أعلن الرحبي تضامنه الكامل مع المقاومة الفلسطينية في قطاع غزة ومع كل الجهات التي تؤيد المقاومة، وهو ما جعله يفتح المجال أمام جهات يمنية متعددة أبرزها أنصار الله الحوثيون للظهور على شاشة قناة المهرية الفضائية التي يترأس إدارتها للتصريح حول ما يقومون به من أعمال ضد المصالح الاسرائيلية في مضيق باب المندب والبحر الأحمر، ما ساهم في تعرضه للنقد أحياناً والهجوم أحياناً أخرى إضافة إلى محاولة الحكومة الشرعية بشكل أو بآخر نفي صفاته السياسية عنه بالرغم من أنها ذاتها أعلنت في وقت سابق نبأ تعيينه، هذا وقد تناقلت عدد من وسائل الإعلام خبر فصل الرحبي كأول مسؤول حكومي يمني يُفصَل بسبب دعمه للقضية الفلسطينية.